# Ovádovití
Ovádovití (Tabanidae) jsou globálně rozšířenou čeledí dvoukřídlého hmyzu. Zástupci čeledi ovádovitých obvykle napadají lidi i hospodářská zvířata. Řadí se mezi škůdce, neboť samičky svým kousnutím mohou přenášet nemoci a parazity. Existuje široké spektrum ovádovitých od středních až po velmi velké. Některé druhy jsou při letu hlučné, jiné však létají tiše a oběť tak nemusí být dostatečně varována.
Ovádovití jsou extrémně rychlí a hbití letci, kteří údajně dokážou létat rychlostí až 145 km/h. Bylo u nich spatřeno provádění manévrů, které se provádějí se stíhacími letouny, jako je například looping.
Navzdory tomu, že se ovádovití řadí mezi škůdce, patří i mezi opylovače rostlin. Zejména některé jihoafrické druhy mají dlouhé sosáky přizpůsobené k sání nektaru z květů s korunkou z dlouhých a úzkých okvětních plátků (např. Lapeirousia  a některé pelargónie (Pelargonium)). Ovádovití se vyskytují téměř na celém světě. Nenajdeme je pouze v extrémních severních a jižních šířkách a na některých vzdálených oceánských ostrovech.

## Klasifikace
Celosvětově bylo popsáno kolem 4500 druhů ovádovitých. Přes 1300 z nich je rodu Tabanus. Jsou uznávány tři podčeledi:
- Chrysopsinae
- Pangoniinae
- Tabaninae

## Životní vývoj

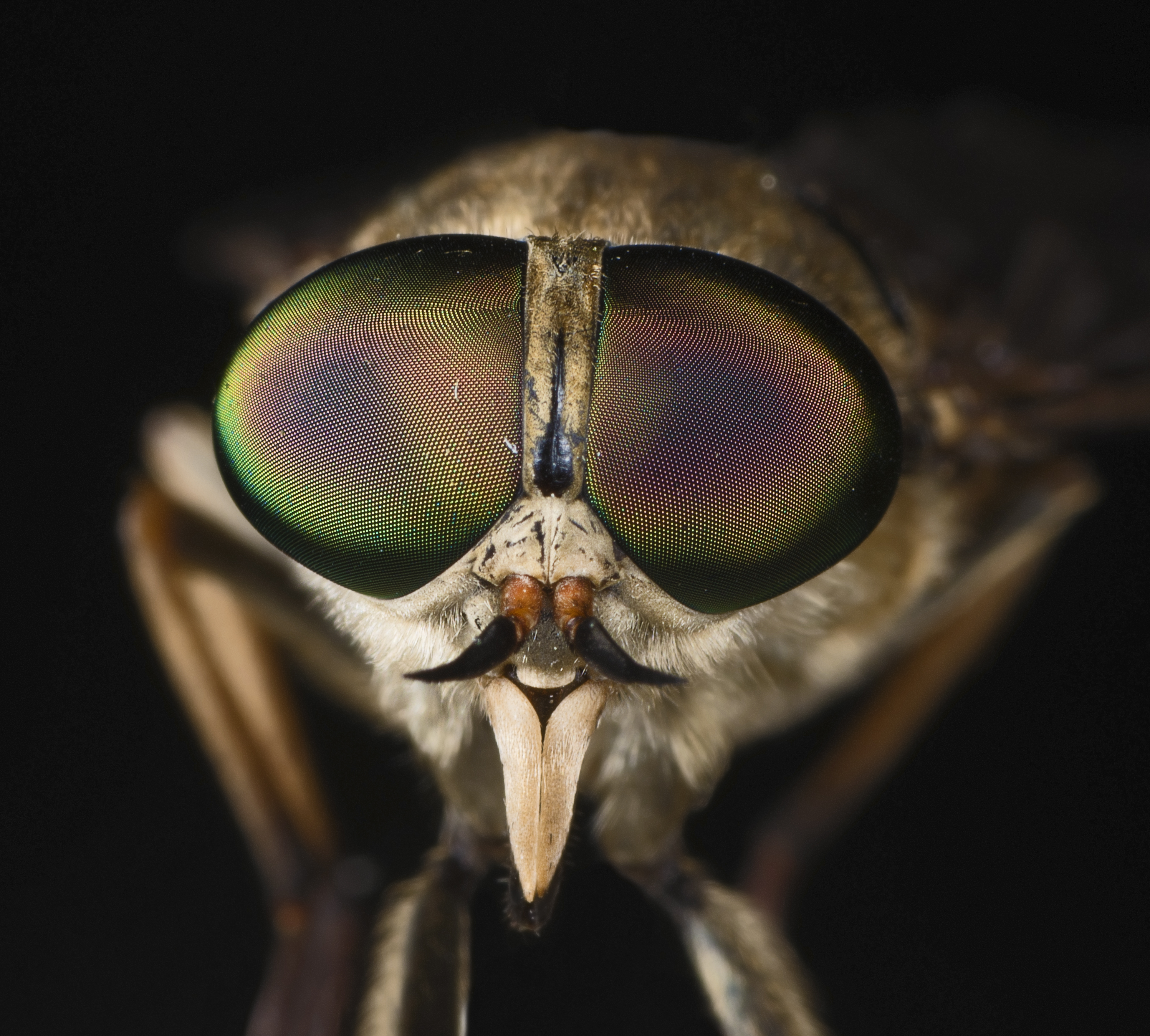
Hlava Ováda velkého

Ovádi se páří v rojích. Místo a doba páření závisí od druhu. Vajíčka jsou ovády kladena na listy nebo kameny, v blízkosti vody, do níž mohou vylíhnuvší se larvy spadnout a ve které se následně živí bezobratlými živočichy.
Většinu života ovád stráví ve stádiu larvy, ve kterém setrvává po dobu 1–2 let. Vylíhlí dospělí jedinci poté žijí pouze několik dní.
Dospělí jedinci se živí nektarem a příležitostně nepohrdnou ani pylem. Samičky většiny druhů potřebují krev, aby se byly schopny rozmnožovat. Stejně jako u komárů samci nejsou paraziti a tudíž postrádají kusadla, která samičky používají k získávání krve. Většina ovádů se živí krví savců, jsou však známy i druhy, které se živí krví ptáků nebo dokonce obojživelníků.
V larválním stádiu je ovád predátor, který se živí malými bezobratlými živočichy vyskytujícími se například v bahně na okraji vodních toků nebo ve vlhké půdě.

## Kousnutí

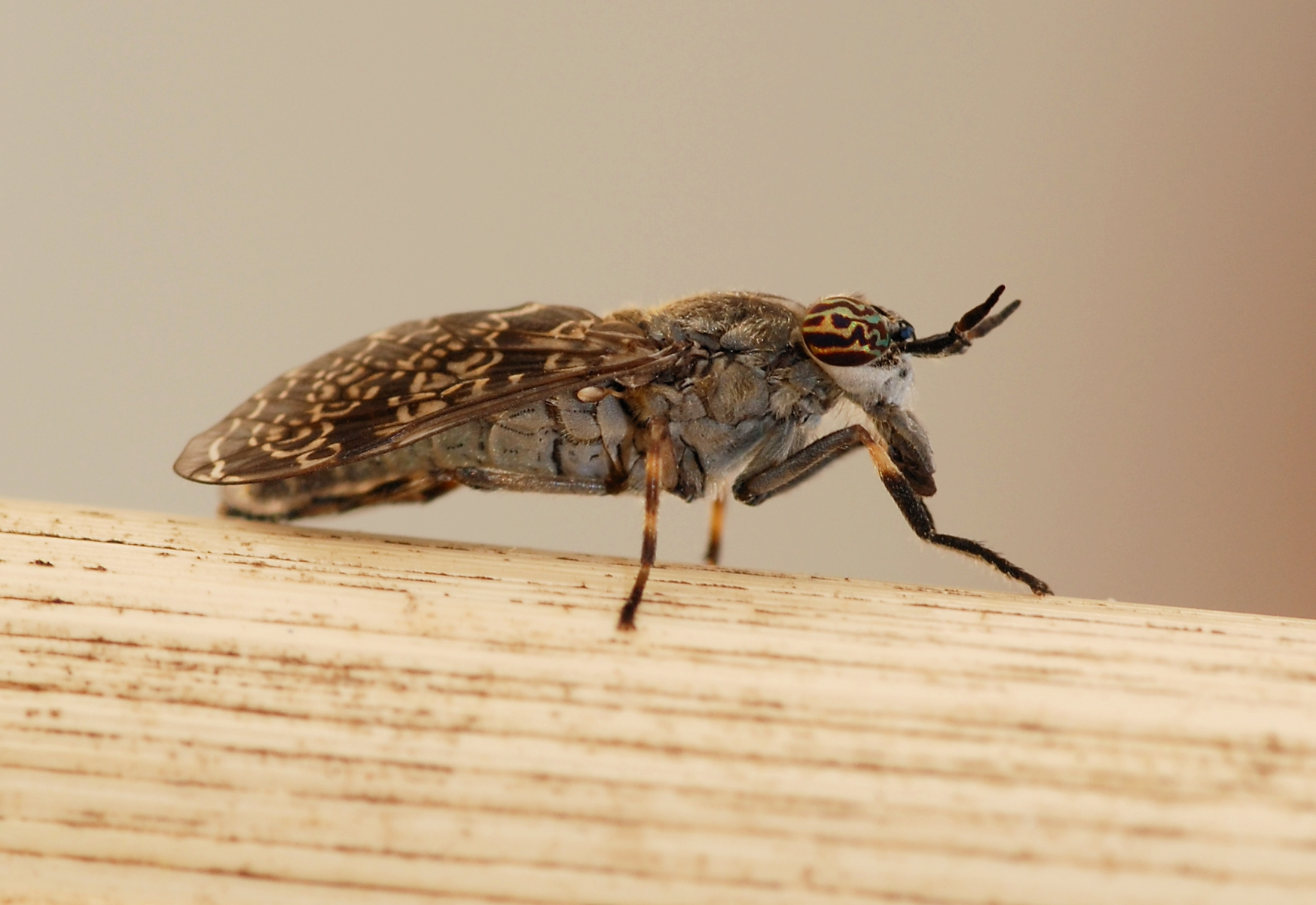
Ústní ústrojí ováda (bzikavka Haematopota pseudolusitanica)

Kousnutí ovádem je velmi bolestivé, neboť ovád si oproti komárovi neklade za cíl, aby nebyl objeven. Následkem kousnutí je silné svědění; pokud není ošetřeno, vzniká i otok. Pokud se již zaměří na svou kořist, setrvává ovád v útoku dokud není zabit nebo dokud nedosáhne svého cíle. Plácání a mávání nemá na ováda odpuzující vliv. Maďarští biologové zjistili, že pruhovaná kůže, jakou mají například zebry, je pro ovády méně přitažlivá, než kůže, která je jednobarevná, ať už je celá světlá nebo tmavá.

## Přirození predátoři
V přirozeném potravním řetězci se ovády živí zejména ptáci. Existují však i specializovaní predátoři, mezi něž lze například zařadit dlouhoretku karolínskou (Stictia carolina) – druh kutilky (blanokřídlý hmyz podobný vose).

## Nemoci

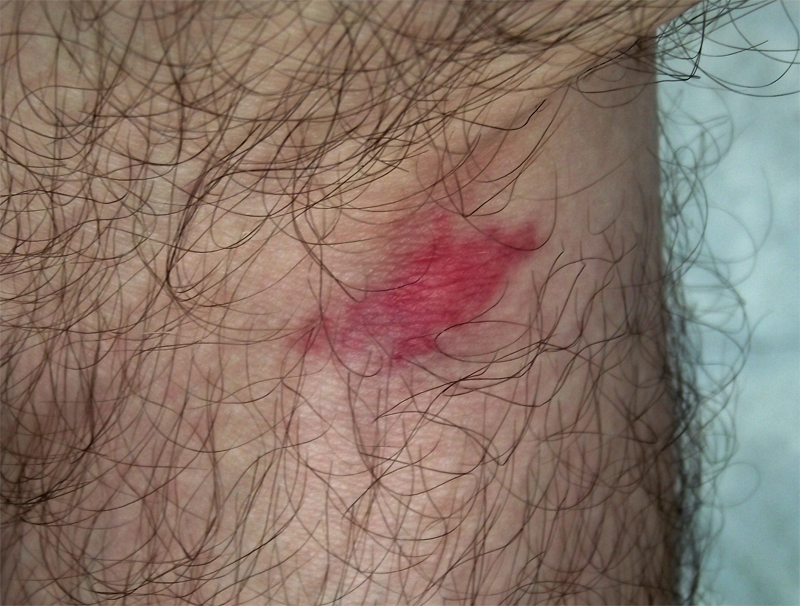
Kousnutí ovádem u člověka

Ovádovití jsou známými přenašeči nemocí. V závislosti na druhu přenášejí:
- virus koňské infekční anémie
- některé druhy prvoků – např. trypanozomy
- parazitní červy – např. vlasovec oční
- tularémii (přenos mezi králíky a lidmi)
- anthrax skotu a ovcí

U zvířat napadených zároveň větším množstvím ovádů je problémem i ztráta krve. Tato ztráta může dosáhnout i 300 ml/den. Toto může být pro zvíře (obvykle dobytek) i smrtící.
U lidí byl zaznamenán po kousnutí ováda i anafylaktický šok.

## Galerie

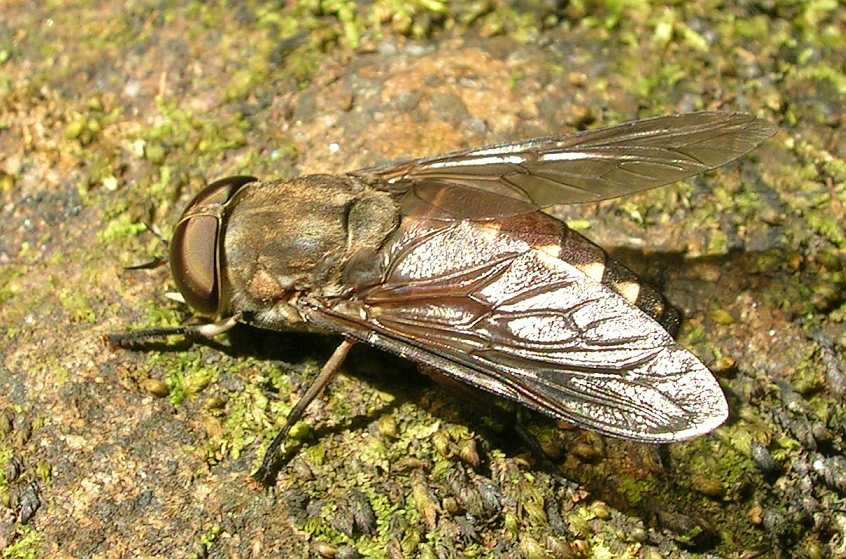
Ovád ze Západního Ghátu, Indie
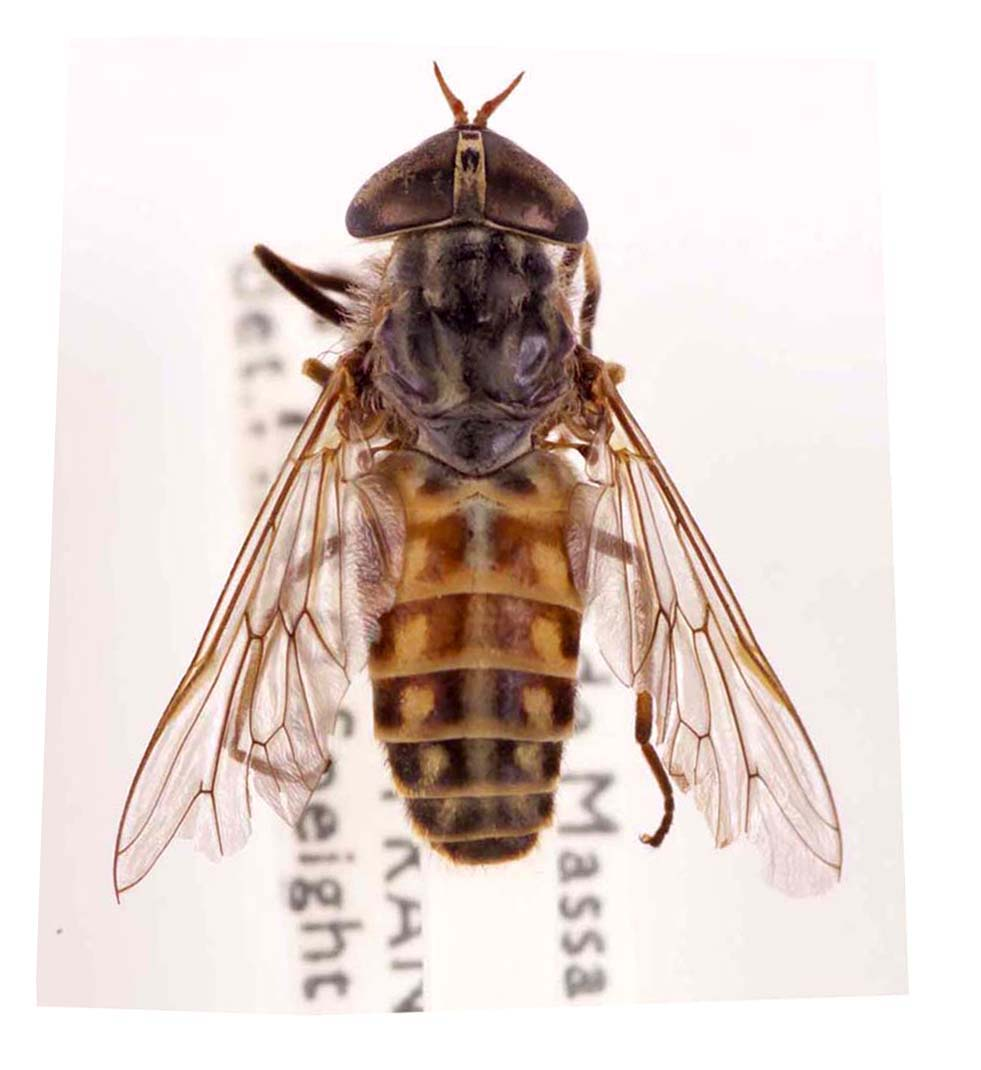
Tabanus glaucops Francie
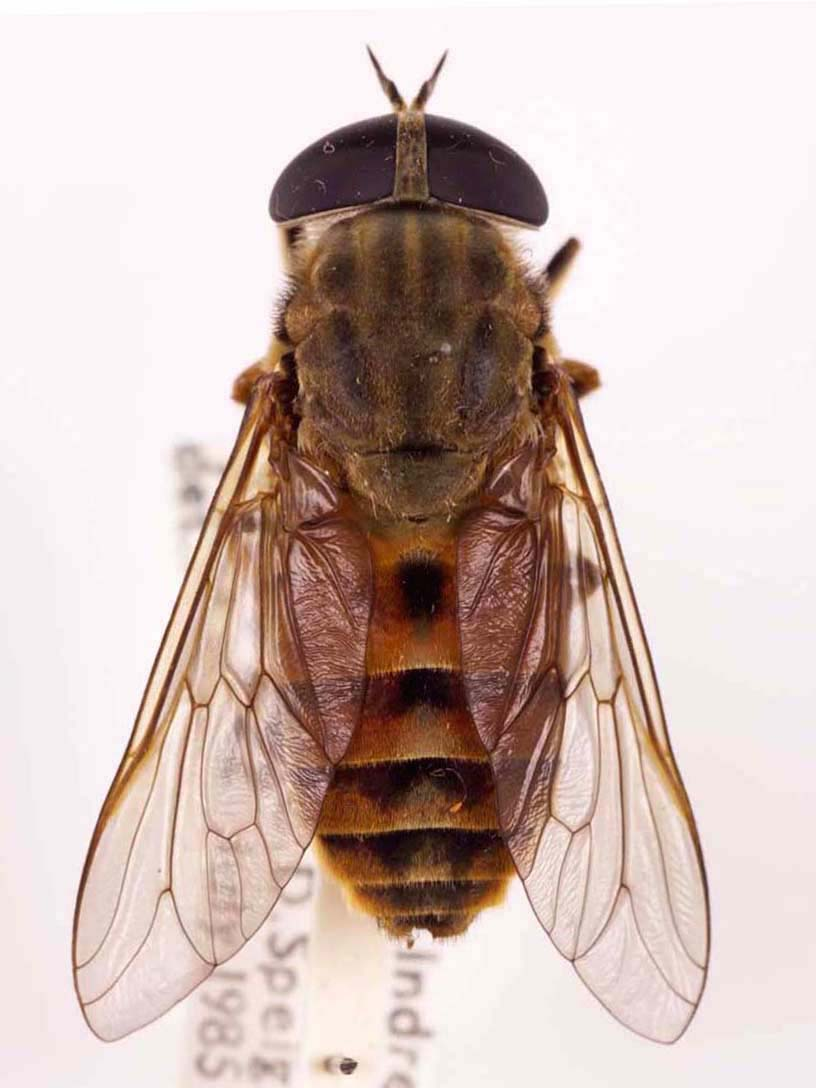
Tabanus eggeri Francie
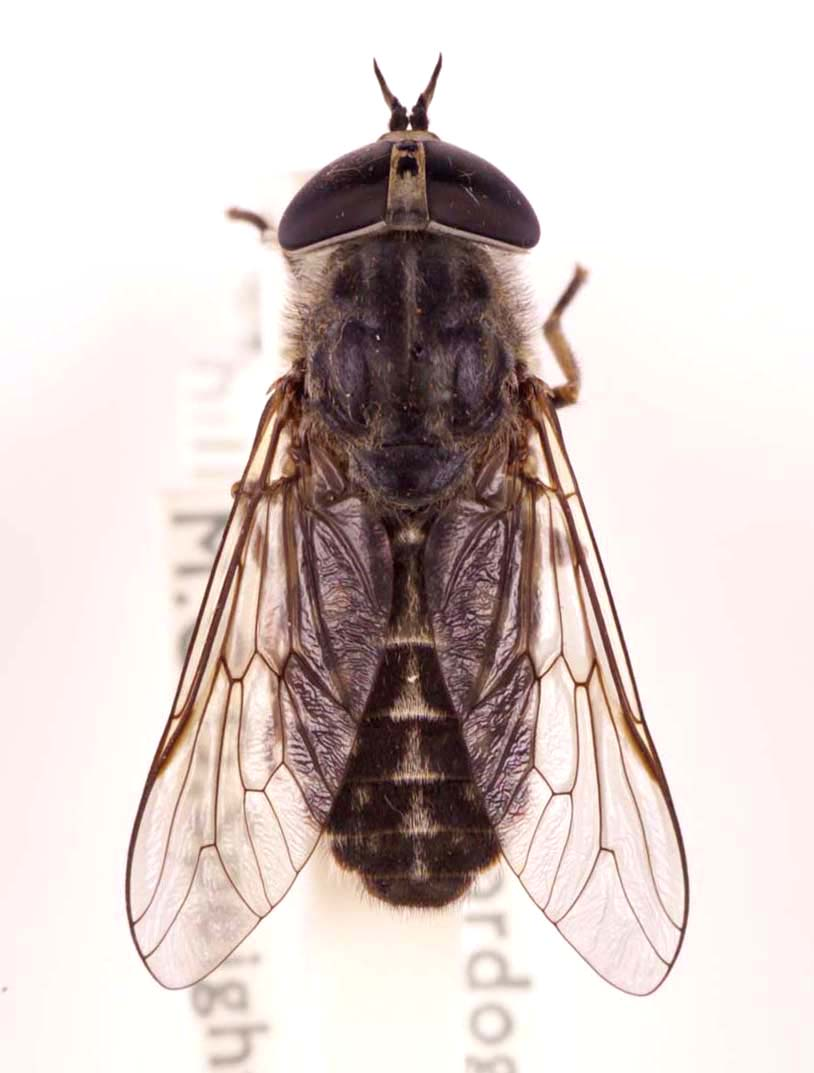
Tabanus unifasciatus Francie
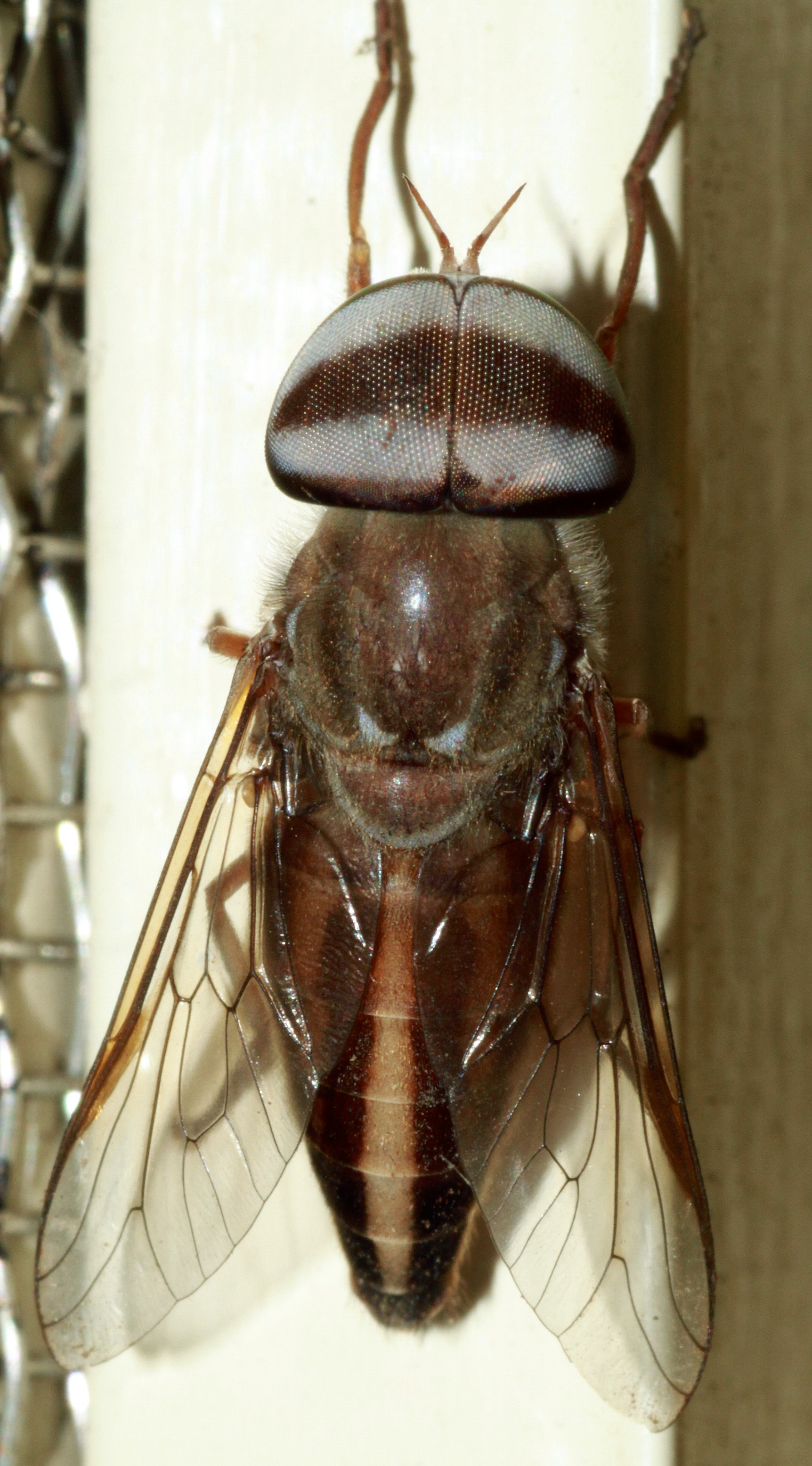
Tabanus melanocerus Indie